# Mountain Lake (Minnesota)
Mountain Lake es una ciudad ubicada en el condado de Cottonwood en el estado estadounidense de Minnesota. En el Censo de 2010 tenía una población de 2104 habitantes y una densidad poblacional de 526,82 personas por km².

## Geografía
Mountain Lake se encuentra ubicada en las coordenadas 43°56′31″N 94°55′31″O / 43.94194, -94.92528. Según la Oficina del Censo de los Estados Unidos, Mountain Lake tiene una superficie total de 3.99 km², de la cual 3.95 km² corresponden a tierra firme y (1.04%) 0.04 km² es agua.

## Demografía
Según el censo de 2010, había 2104 personas residiendo en Mountain Lake. La densidad de población era de 526,82 hab./km². De los 2104 habitantes, Mountain Lake estaba compuesto por el 82.79% blancos, el 0.81% eran afroamericanos, el 0.24% eran amerindios, el 10.27% eran asiáticos, el 0.1% eran isleños del Pacífico, el 3.9% eran de otras razas y el 1.9% pertenecían a dos o más razas. Del total de la población el 10.69% eran hispanos o latinos de cualquier raza.